# 道德怀疑主义
道德懷疑主義（英文：moral skepticism）是後設倫理學當中的一種主張：「沒人有道德知識」。許多道德懷疑主義者也提出模態的主張：「道德知識不可能成立」。道德懷疑主義者包括大卫·休谟、约翰·莱斯利·麦基、麥克斯·施蒂納、弗里德里希·尼采、Richard Joyce、Joshua Greene、Richard Garner、Walter Sinnott-Armstrong，和James Flynn。嚴格而言，Gilbert Harman支持道德相对主义，而不是道德懷疑主義；然而，他已經影響了一些當代道德懷疑主義者。

## 類型
主要有三個類型：
1. 道德錯誤理論（英文：moral error theory）或道德虛無主義（英文：moral nihilism）
2. 知識論的道德懷疑主義（英文：epistemological moral skepticism）
3. 非認知主義（英文：non-cognitivism）或表達主义（英文：expressivism）或情緒主義（英文：emotivism）

三類皆有相同結論：(a) 人永遠不是證成地相信任何道德主張（「X是道德上好的」、「某行為Y是道德義務」），並且(b) 人永遠不知道任何道德主張是正確的；但各類道德懷疑主義有不同的論證。

## 道德錯誤理論
道德錯誤理論者認為我們不知道任何道德主張是正確的，因為
(i) 所有道德主張都是錯的；
(ii) 我們有理由相信「所有道德主張都是錯的」；
(iii) 假如我們有理由否認某主張，那麼我們並不是證成地相信這主張，因此我們並不是證成地相信任何道德主張。

## 知識論的道德懷疑主義
知識論的道德懷疑主義者認為我們並不是證成地相信任何道德主張，並且他們對(i)是否正確採取不可知的態度。知識論的道德懷疑主義包括「皮浪式道德懷疑主義」和「教條式道德懷疑主義」。
皮浪式道德懷疑主義者認為，我們並不是證成地相信任何道德主張，由於「相信任何道德主張是正確或錯誤的」是不理性的。因此，除了對(i)是否正確採取不可知的態度之外，皮浪式道德懷疑主義者還否認(ii)。
對比起來，教條式道德懷疑主義者肯定(ii)並引用(ii)作為理由支持我們並不是證成地相信任何道德主張。

## 非認知主義
非認知主義認為，我們永遠無法知道任何道德主張是正確的，因為道德主張不可能是正確或錯誤的（道德主張無法以「是否正確」來描述，或道德主張並沒有所謂的「是否正確」的性質）。 相反地，道德主張可能是命令（例如，「不要偷竊！」），或道德主張可能是情緒的表達（例如，「偷竊是糟糕的！）或支持態度的表達（例如，「我相信應該要說實話。」）。
表達主義者認為，當某人說某事「不道德」時，他並未論及此事的對錯；人們提出道德判斷時，僅是表達情感，而非陳述事實。某些表達主義者認為，人們並不是在描述行為、動機，和政策中具有的道德特徵，而是在發洩情緒，或是指揮他人以某些方式行動，例如，當我們譴責酷刑時，我們表達反對和厭惡、抗拒，並鼓動他人一同譴責。

## 註腳
1. ↑  Mackie, J. L. (1977). Ethics: Inventing Right and Wrong, Penguin.
2. ↑  Joyce, Richard (2001). The Myth of Morality, Cambridge University Press.
3. ↑  Sinnott-Armstrong, Walter (2006a). "Moral Skepticism", The Stanford Encyclopedia of Philosophy, Edward N. Zalta (ed.). (link （页面存档备份，存于）)
4. ↑  Sinnott-Armstrong, Walter (2006b). Moral Skepticisms, Oxford University Press.
5. ↑  Harman, Gilbert (1975). "Moral Relativism Defended," Philosophical Review, pp. 3–22.
6. ↑  .   [2015-03-28]. （原始内容存档于2019-08-06）.
7. ↑  Landau, Russ Shafer (2010). The Fundamentals of ethics. Oxford University Press. ISBN 978-0-19-532086-2. p. 292

## 延伸閱讀
- Butchvarov, Panayot (1989). Skepticism in Ethics, Indiana University Press.
- Gibbard, Allan (1990). Wise Choices, Apt Feelings. Cambridge: Harvard University Press.
- Harman, Gilbert (1977). The Nature of Morality. New York: Oxford University Press.
- Joyce, Richard (2006). The Evolution of Morality, MIT Press. (link)
- Lillehammer, Halvard (2007). Companions in Guilt: arguments for ethical objectivity, Palgrave MacMillan.
- Olson, Jonas (2014). Moral Error Theory: History, Critique, Defence, Oxford University Press.
- Annas, Julia (2011). Intelligent Virtue, Oxford University Press.
- Annas, Julia (2001). "Moral Knowledge as Practical Knowledge", Social Philosophy and Policy 18(2).
- Stichter, Matt (2007). "Ethical Expertise: The Skill Model of Vitue", Ethical Theory and Moral Practice 10(2).
- Tsai, C. (2016). "Ethical Expertise and the Articulacy Requirement", Synthese.

## 外部連結
- 道德懷疑主義 （页面存档备份，存于）在PhilPapers
- Walter Sinnott-Armstrong著. 道德懷疑主義 （页面存档备份，存于）在Stanford Encyclopedia of Philosophy
- Richmond Campbell著. 道德知識論 （页面存档备份，存于）在Stanford Encyclopedia of Philosophy
- Henry S. Richardson著. 道德推理 （页面存档备份，存于）在Stanford Encyclopedia of Philosophy
- 道德懷疑主義在Indiana Philosophy Ontology Project（英语：Indiana Philosophy Ontology Project）